# 奇丁玛·奥凯凯
奇丁玛·恩凯鲁卡·奥凯凯（英語：Chidinma Nkeruka Okeke；2000年8月11日—），尼日利亚女子职业足球运动员，司职中后卫，目前效力于美洲足球俱乐部和尼日利亚国家女子足球队。她曾代表尼日利亚参加2024年夏季奥林匹克运动会女子足球比赛。